# Mike Nazaruk
Mike Nazaruk (n. 2 octombrie 1921, Newark, New Jersey, SUA – d. 1 mai 1955, Langhorne Speedway⁠(d), Pennsylvania, SUA) a fost un pilot de Formula 1. De-a lungul carierei a luat startul în 3 curse, niciuna din pole-position. Nu a câștigat nicio cursă și a terminat o singură dată pe podium, acumulând 8 puncte în întreaga activitate ca pilot de Formula 1.